# Siton Undae
Siton Undae es uno de los campos de dunas más grandes y densos en las cercanías de Planum Boreum, el casquete polar norte de Marte. Lleva el nombre de una de las características de albedo en Marte. Su nombre fue aprobado oficialmente por la Unión Astronómica Internacional el 20 de marzo de 2007. Se extiende desde la latitud 73,79°N a 77,5°N y desde la longitud 291,38°E a 301,4°E (43,98°W – 57,08°W). Su centro está ubicado en la latitud 75,55°N, longitud 297,28E (62,72°O), y tiene un diámetro de 222,97 kilómetros (138,55 mi).
Siton Undae es parte de un grupo de mares de arena (undae), que junto con Hyperboreae Undae y Abalos Undae, se superponen a las tierras bajas de Vastitas Borealis. Siton Undae se superpone a la cuenca más profunda de la región norte de Marte y contiene dunas ricas en vidrio recubiertas de sílice amorfa. Se teoriza que la formación de Siton Undae pudo haber ocurrido durante los primeros incidentes de erosión de la unidad cavi Planum Boreum, y que Rupes Tenuis también pudo haber sido una fuente de arena, aunque ahora está agotada. Otros campos de dunas que comparten la misma historia de formación incluyen Olympia Undae y Aspledon Undae.
Siton Undae es el más meridional de los campos de dunas circumpolares más densos del norte y su presencia indica un transporte y acumulación efectivos de arena desde las fuentes de arena hacia el norte y el oeste. Siton Undae, junto con Abalos Undae e Hyperboreae Undae, también es un afluente de campos de dunas menos densos que continúan hasta el meridiano principal marciano.